# Municipio de Poe
El municipio de Poe (en inglés: Poe Township) es un municipio ubicado en el condado de Ringgold en el estado estadounidense de Iowa. En el año 2010 tenía una población de 169 habitantes y una densidad poblacional de 1,93 personas por km².

## Geografía
El municipio de Poe se encuentra ubicado en las coordenadas 40°40′49″N 94°10′44″O / 40.68028, -94.17889. Según la Oficina del Censo de los Estados Unidos, el municipio tiene una superficie total de 87.75 km², de la cual 87.28 km² corresponden a tierra firme y (0.53%) 0.47 km² es agua.

## Demografía
Según el censo de 2010, había 169 personas residiendo en el municipio de Poe. La densidad de población era de 1,93 hab./km². De los 169 habitantes, el municipio de Poe estaba compuesto por el 98.82% blancos, y el 1.18% pertenecían a dos o más razas. Del total de la población el 2.37% eran hispanos o latinos de cualquier raza.